# Now (Anna Abreu)
Now è il secondo album della cantante pop finlandese Anna Abreu, pubblicato il 22 ottobre 2008 dall'etichetta discografica RCA.
L'album ha debuttato al secondo posto della classifica finlandese, per poi raggiungerne la vetta dopo alcune settimane. Dal disco sono stati estratti come singoli i brani Vinegar, Silent Despair, Something About U e Come Undone.

## Tracce
CD (RCA 88697398222)
1. Vinegar – 3:41
2. You Don't Get Me – 3:21
3. Something About U – 3:56
4. Silent Despair – 3:57
5. Done with Her – 3:35
6. Perdoa-Me – 3:58
7. Junkie for Your Love – 3:17
8. Come Undone – 4:01
9. No estragues el momento – 3:31
10. Walking on Water – 3:39
11. Work It Out – 3:04
12. Vinegar – 5:16 – (Umeboshi Mix)

Durata totale: 45:16

## Classifiche
| Classifica (2008) | Posizione massima |
| ----------------- | ----------------- |
| Finlandia         | 1                 |